# Dubays ibn Sàdaqa
Abu-l-Aazz Dubays (II) ibn Sàdaqa Nur-ad-Dawla (àrab: أبو الأعز دبيس بن صدقة نور الدولة, Abū l-Aʿazz Dubays b. Sadaqa Nūr ad-Dawla) fou emir mazyàdida d'al-Hilla, fill de Sàdaqa ibn Mansur. Fou fet presoner pel sultà seljúcida Muhàmmad ibn Màlik-Xah a la batalla d'an-Numaniyya, prop d'al-Madain, el 1108, en la qual va morir el seu pare, i no va poder retornat a al-Hilla fins al 1118.
Mercès a la rivalitat entre Mahmud ibn Muhàmmad i Massud ibn Muhàmmad, Dubays ibn Sàdaqa va poder ampliar llavors els seus dominis, afavorint al segon contra el primer i contra el califa abbàssida al-Mústarxid. Tanmateix, havent estat derrotat diverses vegades pels seus rivals, va haver de fugir buscant refugi entre els croats del nord de Síria i el 1124 es va aliar amb el rei Balduí II de Jerusalem per atacar Alep, atac que va fracassar; després es va refugiar amb el seu sogre, l'ortúquida Ilghazi de Mardin i es va aliar amb el príncep seljúcida Toghrul Ibn Muhàmmad ibn Màlik-Xah acabant a la cort del seu protector, el sultà Sanjar. Va tornar a al-Hilla, però la renaixença abbàssida va impedir la seva expansió per l'Iraq i finalment es va haver de refugiar a Maragha amb el seljúcida Massud ibn Muhàmmad, que el 1135 el va fer matar junt amb el califa al-Mústarxid.
El va succeir el seu fill Sàdaqa (II) ibn Dubays.